# Dire Straits (album)
Dire Straits este albumul eponim de debut al trupei britanice de rock Dire Straits, lansat în 1978.

## Lista pieselor
1. "Down to The Waterline" (3:55)
2. "Water of Love" (5:23)
3. "Setting Me Up" (3:18)
4. "Six Blade Knife" (4:10)
5. "Southbound Again" (2:58)
6. "Sultans of Swing" (5:47)
7. "In The Gallery" (6:16)
8. "Wild West End" (4:42)
9. "Lions" (5:05)

- Toate cântecele au fost scrise de Mark Knopfler

## Single-uri
- "Sultans of Swing" (1978)
- "Eastbound Train" (1978)
- "Southbound Again" (1978)

## Componență
- Mark Knopfler - voce, chitară principală, chitară ritmică
- John Illsley - chitară bas, voce de fundal
- David Knopfler - chitară ritmică, voce de fundal
- Pick Withers - baterie